# Волосівська культура
Волосівська культура — археологічна культура енеоліту.

## Дослідження
Виділена Василем Городцовим у 1915 році. Назву одержала за стоянкою у сільця Волосове Навашинського району Нижньогородської області, біля міста Мурома.

## Поширення
Час існування — 2200–1500 роки до н. е. (за іншим датуванням 2500–1750 роки до н. е.). Була поширена в басейні річки Ока, нижче міста Рязань й у низов'ях річки Клязьма.
У 2000–1500 роках до н. е. Волосівська культура поширилася далеко на північ (стоянка Ніколо-Перевіз на Дубні тощо). На поширеній території культура займала Верхнє й Середнє Надволжя та Волзько-Окське міжріччя.
Пізня стадія волосівської культури відзначена зв'язками з племенами фатьянівської й баланівської культур.

## Вироби
Широко використовувалися знаряддя праці з кременю своєрідного типу. Великою різноманітністю і високою технікою обробки відрізнявся кремінний інвентар.
Глиняний посуд товстостінний, що містив в тесті рослинну, або мушляну домішку. Прикрашені відбитками штампів, ямками тощо; напівяйцеподібної, або котлоподібної форми з округлим дном, й на пізнішому етапі - плоскодонні.
Характерні фігурки з кістки й кременю тварин, птахів, риб.
На пізньоволосівських поселеннях зустрічаються сліди міделиварного виробництва: фрагменти тиглів, металургійних ливарок. Виявлено небагато мідних знарядь, що не мали широкого застосування.

## Господарство
Основним заняттям населення було рибальство. Також займалися полюванням (на лося, кабана, бобра, водоплав. птахів) й збиранням. Мали навички в обробці міді, проте металеві. вироби нечисленні.

## Житло
Населення жило у великих довготривалих поселеннях з потужним культурним шаром. Житла — великі напівземлянки, що були, зазвичай, з'єднані між собою вузькими проходами.

## Поховання
Для культури характерні ґрунтові могильники, розташовані біля поселень. Похоронні пам'ятки волосівської культури мало вивчені. До померлих іноді клали бурштинові прикраси, амулети із зубів тварин, крем'яні знаряддя.

## Походження
Походження і доля племен волосівської культури не з'ясовані, проте припускають їх приналежність то угро-фінської мовної групи.
Існують різні інтерпретації походження волосівської культури:
- формування пов'язують з уральсько-камськими, або волзько-камськими племенами новокам'яної доби;
- склалася на основі спільноти ямково-гребінцевої кераміки культур;
- склалася, як наслідок змішування з ямково-гребінцевої кераміки культурами верхньоволзької й волзько-камської культур;
- сформувалася на основі ранньо-новокам'яних племен волзько-камської культури при впливі балахнинської культури.

На початку 2-го тисячоріччя до Р.Х. основна маса волосівців була асимільована сторонніми скотарськими племенами балановської культури.

## Культура у Мордовії
У Мордовії пам'ятки волосівської культури виявлено у сточищі річок Вад, Мокша, Сура. На Широмасовській стоянці виявлено кременева антропоморфна фігурка, на 2-ій Каргашинській стоянці - фігурка бобра. Численні знахідки кам'яних знарядь, уламків глиняного посуду.

## Культура у Пензенській області
У Пензенській області представлена пам'ятками сурсько-мокшинського локального варіанту культури: Озименкі, Лещиново-1, Підлісне-5, Бессоновка-1, Єрня, Стара Яксарка. У походження Пензенських пам'яток племена балахнинської культури відіграли провідну роль.